# Madonna (албум)
Madonna је деби албум поп певачице Мадоне, издат 27. јула 1983. за Sire Records. Албум је реиздат у Европи 1985. и препакован под називом Madonna - The First Album. Године 2001. Warner Bros. је реиздао албум са још два бонус ремикса. Продат је у око милион копија у то време, а до данас је продато отприлике 8 милиона примерака.

## Историја албума
Након постизања успеха на денс топ-листама са своја два прва сингла, Everybody и Burning Up, Мадона је добила прилику да сними албум. Иако је обећала свом првом сараднику, њујоршком диск-џокеју Марку Каминсу, да ће баш он бити тај који ће продуцирати комплетан албум, ипак се одлучила за искуснијег, Реџија Лукаса. Ипак, након што је продукција завршена, отишла је прилично незадовољна резултатом код свог пријатеља Џона "Џелибина" Бенитеза, који је на крају комплетирао продукцију албума. 
На албуму је првобитно требало да се нађе песма Ain't No Big Deal, али је због кршења извесних ауторских права замењена са Holiday, једним од највећих Мадониних хитова.
Албум је првобитно требало да буде назван Lucky Star, по једној од песама, чак се то издање појавило у Јужној Африци, са другачијим визуелним изгледом албума. Није познато зашто је цео концепт промењен.

## Списак песама
| #   | Име                                                                  | Трајање |
| --- | -------------------------------------------------------------------- | ------- |
| 1.  | Аутор: Мадона Продуцент: Реџи Лукас                                  | 5:37    |
| 2.  | Аутор: Реџи Лукас Продуцент: Реџи Лукас                              | 5:20    |
| 3.  | Аутор: Мадона Продуцент: Реџи Лукас                                  | 3:45    |
| 4.  | Аутор: Мадона Продуцент: Реџи Лукас                                  | 3:47    |
| 5.  | Аутори: Кертис Хадсон, Лиса Стивенс Продуцент: Џон "Џелибин" Бенитез | 6:10    |
| 6.  | Аутор: Мадона Продуцент: Реџи Лукас                                  | 4:54    |
| 7.  | Аутор: Реџи Лукас Продуцент: Реџи Лукас                              | 6:39    |
| 8.  | Аутор: Мадона Продуцент: Марк Каминс                                 | 6:02    |
| 9.  | Аутор: Мадона Продуцент: Реџи Лукас                                  | 5:59    |
| 10. | Аутор: Мадона Продуцент: Реџи Лукас                                  | 7:15    |

- само на ремастеризованој верзији из 2001. године

## Синглови
| #  | Име | Датум          |
| -- | --- | -------------- |
| 1. |     | октобар 1982   |
| 2. |     | март 1983      |
| 3. |     | септембар 1983 |
| 4. |     | фебруар 1984   |
| 5. |     | август 1984    |

## Оцена критике
Мадона је за свој деби албум добила релативно добре критике, али и понеку замерку због свог "пискавог девојачког гласића“. Ролинг стоун је албум назвао "неодољивим позивом на плес", али и Мадонин глас "иритирајућим до ђавола", који упркос томе "прираста за слушаоца“. Године 1989. изгласан је као #50 на листи "100 најбољих албума 1980их“. У критици за All Music Guide, Стивен Томас Ерлвајн је дао албуму 5/5 звездица, уз изјаву да "албум поставља стандарде за денс-поп у наредних 20 година.

## Продаја
| Држава              | Највиша позиција на листи | Сертификација        | Продаја    |
| ------------------- | ------------------------- | -------------------- | ---------- |
| Аустрија            | 15                        | Платинаст            | 100,000+   |
| Бразил              | 6                         | Златни               | 150,000+   |
| Француска           | 8                         | Платинаст            | 300,000+   |
| Немачка             | 28                        | Златни               | 150,000+   |
| Холандија           |                           | Платинаст            | 100,000+   |
| Шведска             | 43                        |                      |            |
| Уједињено Крљевство | 6                         | Платинаст            | 300,000+   |
| САД                 | 8                         | 5x Платинаст         | 5,000,000+ |
| СВЕТ                |                           | [ 10 ] [ 11 ] [ 12 ] | 8,000,000+ |

## Сарадници на албуму

#### Особље
- Мадона - вокал, пратећи вокали
- Тина Б. - пратећи вокали
- Кристин Фејт - пратећи вокали
- Дин Гент - синтисајзер, клавир, електрични клавир
- Гвен Гутри - пратећи вокали
- Кертис Хадсон - гитара
- Рејмонд Хадсон - бас гитара
- Ентони Џексон - електрични бас
- Башири Џонсон - удараљке
- Реџи Лукас - гитара
- Боб Малач - тенор саксофон
- Паул Песко - гитара
- Ира Сијџел - гитара
- Ед Волш - синтисајзер
- Бренда Вајт - пратећи вокали
- Норма Џин Рајт - пратећи вокали
- Фред Зар - синтисајзер, клавир, бубњеви

#### Продукција
- Продуценти: Џон Џелибин Бенитез, Реџи Лукас, Марк Каминс
- Инжењеринг: Џим Доерти, Мајкл Хачинсон, Буч Џоунз
- Микс инжењеринг: Мајкл Хачинсон, Џеј Марк
- Микс: Џон Џелибин Бенитез, Џеј Марк
- Ремикс: Џон Џелибин Бенитез, Џеј Марк
- Програмирање бубњева: Реџи Лукас, Лесли Минг

#### Дизајн
- Уређивачи: Кертис Хадсон, Фред Зар
- Уметничко уређивање: Керин Голдберг
- Фотографија: Гари Хири, Џорџ Холи